# Cascades d'Islande
Les cascades d'Islande se rencontrent dans tout le pays et prennent des formes variées suivant les roches qu'elles dévalent.
Les cascades les plus connues sont la Dettifoss, la Selfoss, la Hafragilsfoss, la Goðafoss et l'Aldeyjarfoss dans le nord de l'île. Dans le sud se trouvent la Háifoss, Gjáin, la gorge avec son grand nombre de petites cascades, la Skógafoss, la Seljalandsfoss et la Gullfoss. Dans l'ouest du pays, les Hraunfossar et la Barnafoss se situent non loin de la Reykholtsdalur. 
La cascade la plus haute du pays est la Morsárfoss avec 227,3 mètres de hauteur et potentiellement plus de 240 mètres au bord du Vatnajökull qui a détrôné en 2011 celle de Glymur avec 198 mètres dans les environs du Hvalfjörður.
Svartifoss est entouré de colonnes de basalte dans le parc national du Vatnajökull.
| Rang | Nom            | Hauteur (m) | Cours d'eau       | Municipalité                    | Coordonnées                  | Image          |
| ---- | -------------- | ----------- | ----------------- | ------------------------------- | ---------------------------- | -------------- |
| 1    | Morsárfoss     | 227,3       | non nommé         | Hornafjörður                    | 64° 06′ 34″ N, 16° 51′ 54″ O | Morsárfoss     |
| 2    | Glymur         | 190         | Botnsá            | Hvalfjarðarsveit                | 64° 23′ 27″ N, 21° 15′ 13″ O | Glymur         |
| 3    | Háifoss        | 122         | Fossá             | Rangárþing ytra                 | 64° 12′ 28″ N, 19° 41′ 09″ O | Háifoss        |
| 4    | Hengifoss      | 118         | Brekkuselslækur   | Fljótsdalshreppur               | 65° 05′ 44″ N, 14° 53′ 26″ O | Hengifoss      |
| 5    | Fjallfoss      | 100         | Dynjandisá        | Ísafjarðarbær                   | 65° 44′ 10″ N, 23° 11′ 59″ O | Fjallfoss      |
| 6    | Grundarfoss    | 70          | Grundara          | Snæfellsnes                     | 64° 54′ 37″ N, 23° 13′ 15″ O |                |
| 7    | Seljalandsfoss | 65          | Seljalandsá       | Rangárþing eystra               | 63° 36′ 57″ N, 19° 59′ 34″ O | Seljalandsfoss |
| 8    | Skógafoss      | 62          | Skógá             | Rangárþing eystra               | 63° 31′ 47″ N, 19° 30′ 50″ O | Skógafoss      |
| 9    | Dettifoss      | 44          | Jökulsá á Fjöllum | Norðurþing                      | 65° 48′ 54″ N, 16° 23′ 09″ O | Dettifoss      |
| 10   | Gullfoss       | 32          | Hvítá             | Bláskógabyggð Hrunamannahreppur | 64° 19′ 34″ N, 20° 07′ 16″ O | Gullfoss       |

## Référence
1. ↑  (en) « New Glacial Waterfall in Iceland 240 Meters High », Iceland Review,‎ 8 juillet 2011 (lire en ligne)